# Donald F. Snow
Donald Francis Snow (* 6. September 1877 in Bangor, Maine; † 12. Februar 1958 in Gorham, Maine) war ein US-amerikanischer Politiker. Zwischen 1929 und 1933 vertrat er den Bundesstaat Maine im US-Repräsentantenhaus.

## Werdegang
Donald Snow besuchte die öffentlichen Schulen seiner Heimat und danach bis 1901 das Bowdoin College in Brunswick. Nach einem anschließenden Jurastudium an der University of Maine und seiner im Jahr 1904 erfolgten Zulassung als Rechtsanwalt begann er in Bangor in seinem neuen Beruf zu praktizieren. Zwischen 1906 und 1910 war er städtischer Anwalt in Bangor und von 1911 bis 1913 war er Bezirksstaatsanwalt im Penobscot County.
Politisch wurde Snow Mitglied der Republikanischen Partei. 1928 wurde er als deren Kandidat im vierten Wahlbezirk von Maine in das US-Repräsentantenhaus in Washington, D.C. gewählt. Dort trat er am 4. März 1929 die Nachfolge von Ira G. Hersey an. Nach einer Wiederwahl im Jahr 1930 konnte er bis zum 3. März 1933 zwei Legislaturperioden im Kongress absolvieren. Diese waren von den Ereignissen der Weltwirtschaftskrise bestimmt. Während seiner Zeit im Repräsentantenhaus wurden dort der 20. und der 21. Verfassungszusatz verabschiedet.
Im Jahr 1932 wurde Snows Wahldistrikt abgeschafft. Seine Partei nominierte ihn nicht in einem anderen Bezirk zur Wiederwahl; daher schied er am 3. März 1933 aus dem Kongress aus. Zwischen 1933 und 1935 blieb Donald Snow in Washington und befasste sich mit literarischen Angelegenheiten. Im Jahr 1936 zog er nach Gorham, wo er bis 1945 eine Geflügelfarm betrieb. Später stieg er in die Versicherungsbranche ein. Dabei arbeitete er zunächst für die E.C. Jones Insurance Co.; später leitete er seine eigene Versicherungsfirma. Donald Snow starb am 12. Februar 1958 und wurde in Portland beigesetzt.